# Indinavir
Indinavir (IDV; tên thương mại Crixivan, do Merck sản xuất) là một chất ức chế protease được sử dụng như một thành phần của liệu pháp kháng retrovirus hoạt tính cao để điều trị HIV/AIDS. Nó là bột trắng hòa tan dùng đường uống kết hợp với các loại thuốc chống vi-rút khác. Thuốc ngăn ngừa protease hoạt động bình thường. Do đó, virus HIV không thể sinh sản, làm giảm tải lượng virus. Indinavir được bán thương mại là indinavir khan, đó là indinavir với một amin bổ sung trong khung hydroxyetylen. Điều này giúp tăng cường khả năng hòa tan và sinh khả dụng đường uống, giúp người dùng dễ dàng tiếp nhận hơn. Nó được sản xuất tổng hợp cho mục đích ức chế protease trong virus HIV.
Hiện tại, nó không được khuyến cáo sử dụng trong điều trị HIV/AIDS do tác dụng phụ của nó. Hơn nữa, nó gây tranh cãi vì nhiều lý do bắt đầu từ sự phát triển đến việc sử dụng nó.
Nó được cấp bằng sáng chế vào năm 1991 và được chấp thuận cho sử dụng y tế vào năm 1996.

## Sử dụng trong y tế
Indinavir không chữa khỏi HIV/AIDS, nhưng nó có thể kéo dài thời gian sống của một người trong vài năm bằng cách làm chậm sự tiến triển của bệnh. Loại được Merck sử dụng và tạo ra rộng rãi là indinavir sulfate. Các viên thuốc được tạo ra từ muối sunfat và được bán với liều lượng 100, 200, 333 và 400 mg indinavir. Nó thường được sử dụng như một trong ba loại thuốc trong liệu pháp phối hợp ba loại đối với virus HIV.
Viên nang thương mại nên được lưu trữ ở 15-30 °C. Nó nên được giữ trong một hộp kín để tránh ẩm. Do đó, người dùng nên giữ thuốc trong chai do nhà sản xuất cung cấp và không loại bỏ chất hút ẩm.

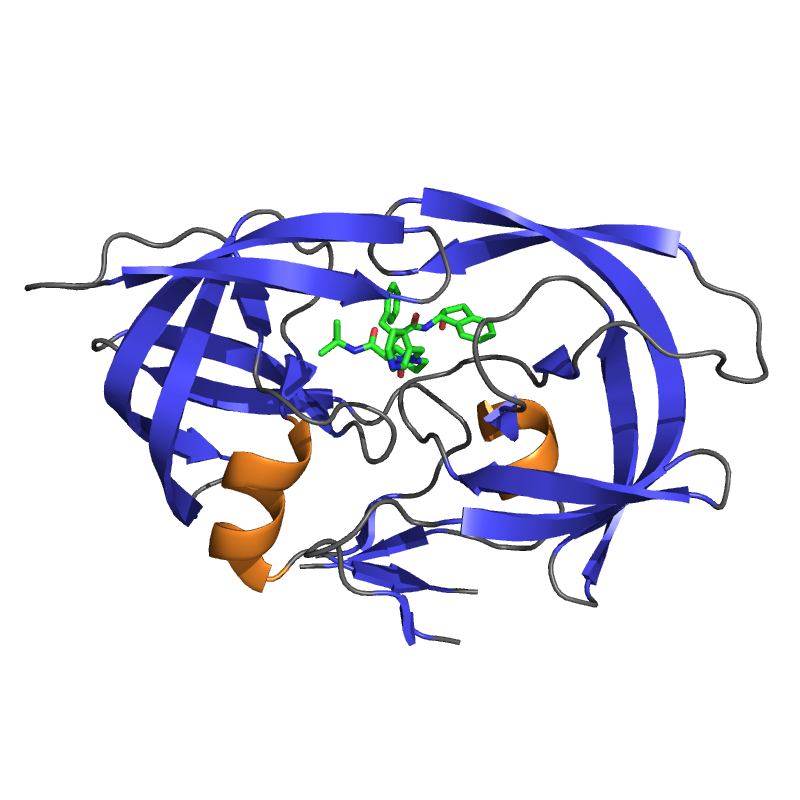
Protease HIV-1 phức tạp với indinavir. Mục nhập PDB

Indinavir hao mòn nhanh chóng sau khi dùng thuốc. Unboosted indinavir cần một liều rất chính xác 400 mg mỗi tám giờ để ngăn chặn HIV hình thành các đột biến kháng thuốc, bao gồm cả kháng với các thuốc ức chế protease khác. Boosted indinavir cần hai viên nang indinavir 400 mg với 1 đến 2 viên ritonavir 100 mg hai lần một ngày. Trong cả hai trường hợp, thuốc phải được uống với nhiều nước một hoặc hai giờ sau bữa ăn. Người dùng nên uống ít nhất 1,5 lít mỗi ngày khi uống thuốc. Người sử dụng ma túy phải tăng đáng kể lượng nước uống do độ hòa tan thấp của indinavir có thể khiến nó kết tinh. Có những hạn chế về những loại thực phẩm có thể được ăn đồng thời với điều trị indinavir không được nuôi dưỡng. Hơn nữa, nó không còn được khuyến cáo sử dụng ở Hoa Kỳ cho các phương pháp điều trị ban đầu do gánh nặng thuốc và nguy cơ sỏi thận.

## Tác dụng phụ
Các tác dụng phụ phổ biến nhất của indinavir bao gồm:
- Rối loạn tiêu hóa (đau bụng, tiêu chảy, buồn nôn, nôn) [4]
- Khó chịu chung và mệt mỏi [4]
- Sỏi thận/sỏi tiết niệu (sự hình thành sỏi thận), đôi khi có thể dẫn đến tình trạng nghiêm trọng hơn bao gồm cả suy thận
- Thay đổi chuyển hóa bao gồm tăng lipid máu (tăng cholesterol hoặc triglyceride) và tăng đường huyết
- Thay đổi hình dạng cơ thể (loạn dưỡng mỡ), thông thường được gọi là "bụng Crix" [5]
- Tăng nồng độ Bilirubin [6], khiến da và các phần trắng của mắt chuyển sang màu vàng [7]
- Ức chế sản xuất oxit nitơ trong nước tiểu và có thể ức chế sản xuất oxit nitric.
- Bất thường thận, tăng bạch cầu vô trùng và giảm độ thanh thải creatinin.[8]
- Làm suy yếu chức năng nội mô ở những người đàn ông âm tính với HIV khỏe mạnh và có thể đẩy nhanh bệnh xơ vữa động mạch.[9]

## Tính chất hóa học

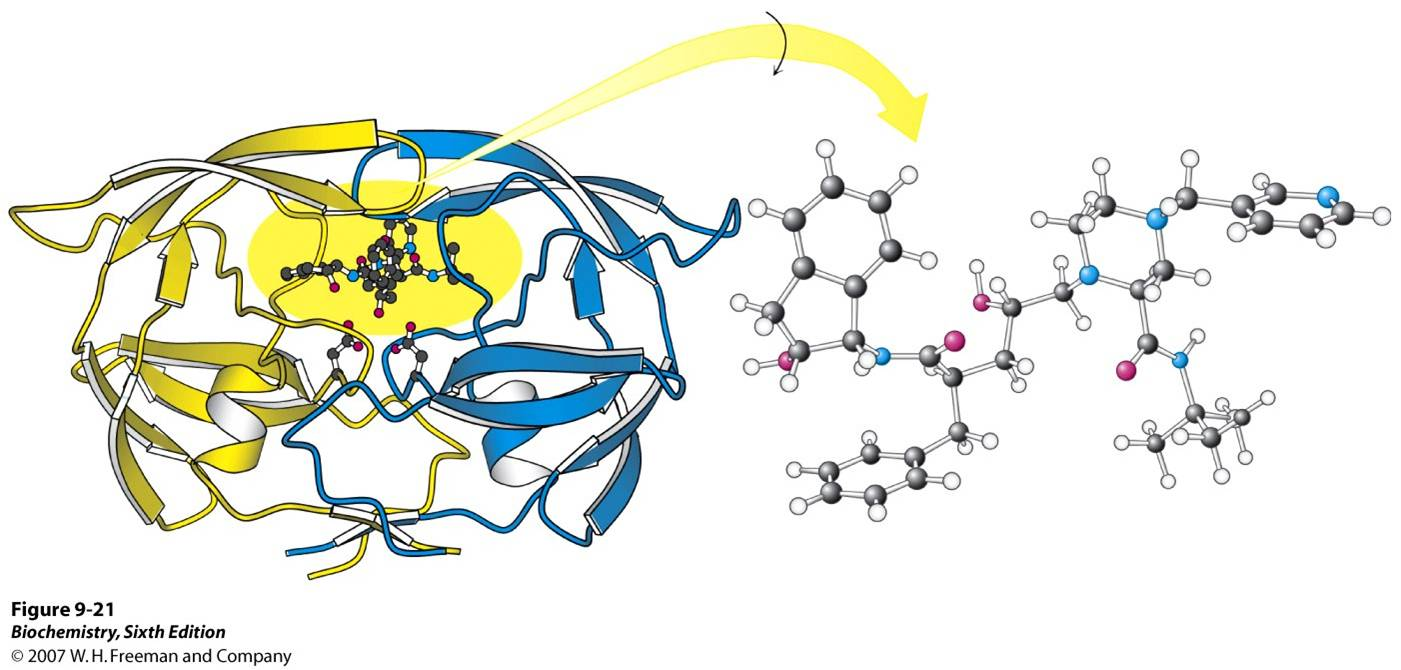
Cấu trúc của protease và indinavir

Indinavir là một loại bột tinh thể màu trắng. Nó rất hòa tan trong nước và metanol. Mỗi viên nang chứa muối sunfat cùng với đường sữa khan và magnesi stearate. Vỏ viên nang được làm từ gelatin và titan dioxide. Điểm nóng chảy hoặc nhiệt độ phân hủy của nó là 150 - 153 °C, tại đó nó bắt đầu phát ra hơi độc như oxit nitơ và oxit lưu huỳnh.
Thuốc phù hợp với bên trong protease, ngăn chặn nó hoạt động bình thường. Kết quả là, protein cấu trúc, kết quả từ các sản phẩm polypeptide của gen gag và gag-pol, cần thiết cho virion HIV không thể hình thành. Cuối cùng, tải lượng virus giảm do thiếu sinh sản.